# Трифон (писатель)
Три́фон (др.-греч. Τρύφων; лат. Tryphon; II век — начало III века) — раннехристианский писатель. 57 глава книги Иеронима Стридонского «О знаменитых мужах» посвящена Трифону. Иероним сообщает, что Трифон был учеником Оригена, написал много книг. Иероним читал эти книги и сделал вывод о том, что Трифон был очень сведущ в Священном Писании. Иероним выделяет из сочинений Трифона книгу о жертвенной телице во Второзаконии и о животных, которые вместе с голубем и горлицей были переданы Аврааму, о которых говорится в Книге Бытия. Ориген был в переписке с Трифоном и написал ему несколько посланий. Сочинения Трифона как и переписка его с Оригеном не сохранились.